# Lütau
Lütau er en kommune i det nordlige Tyskland, beliggende i Amt Lütau i den sydøstlige del af Kreis Herzogtum Lauenburg. Kreis Herzogtum Lauenburg ligger i delstaten Slesvig-Holsten.

## Geografi
Lütau ligger ved Bundesstraße 209 cirka seks kilometer nord for floden Elben og byen Lauenburg og ti kilometer øst for Geesthacht.